# De Príncipe
De Príncipe es el nombre de una variedad cultivar de manzano (Malus domestica). Esta manzana es originaria de Galicia, está cultivada en la colección de árboles frutales y banco de germoplasma de Mabegondo con el Nº 42; ejemplares procedentes de esquejes localizados en Puentedeume, parroquia del municipio de Puentedeume (La Coruña).

## Sinónimos
- "Manzana De Príncipe",[4][5]
- "Maceira De Príncipe".

## Características
El manzano de la variedad 'De Príncipe' tiene un vigor vigoroso, productivo. Tamaño grande y porte erguido.
Época de inicio de brotación a partir del 22 de abril y de floración a partir de 16 de mayo.
Las hojas tienen una longitud del limbo de tamaño largo, con la máxima anchura del limbo ancha. Longitud de las estípulas es larga y la máxima anchura de las estípulas es media. Denticulación del borde del limbo es ondulado, con la forma del ápice del limbo acuminado y la forma de la base del limbo es cordiforme. Con subestípulas presentes.
Sus flores tienen una longitud de los pétalos larga, anchura de los pétalos es ancha, disposición de los pétalos superpuestos entre sí, con una longitud del pedúnculo corta.
La variedad de manzana 'De Príncipe' tiene un fruto de tamaño medio, de forma plana-globosa, de color amarillo, con chapa a rayas, e intensidad pálida. Epidermis de textura desigual, sin pruina en su superficie, y con presencia de cera débil. Sensibilidad al "russeting" (pardeamiento áspero superficial que presentan algunas variedades) poco sensible. Con lenticelas de tamaño mediano.
Los sépalos están dispuestos parcialmente replegados, y superpuestos en su base; su fosa calicina es profunda de una anchura ancha. Pedúnculo de grosor estrecho y de longitud largo, siendo la cavidad peduncular de una profundidad profunda y de anchura ancha. Con pulpa de color amarilla, de firmeza es intermedia y textura intermedia; su jugosidad es intermedia con sabor de acidez débil, y aromática.
Época de maduración y recolección a partir del 24 de septiembre. 'De Príncipe' es una manzana que su destino es la conservación de esta variedad en el banco de germoplasma de Mabegondo como reserva genética.

## Susceptibilidades
- Oidio: ataque débil
- Moteado:  no presenta
- Raíces aéreas: ataque débil
- Momificado:  no presenta
- Pulgón lanígero: ataque débil
- Pulgón verde: ataque medio
- Araña roja: no presenta
- Chancro del manzano: no presenta[3]